# Nagy Blanka (színművész)
Nagy Blanka (Budapest, 1997. december 19. –) magyar származású modell, színész, szinkronszínész és televíziós műsorvezető.

## Életpályája
Hat éves kora óta szinkronizál, 13 éves kora óta modellként dolgozik. Részt vett a GUCCI Cruise Londoni divatbemutatóján 2017-ben. 2017 óta az FNL Network egyik műsorvezetője. Annabell karakterét játssza a Szelfi Egyetem című kisfilmben.(2023)

## Modell munkássága
- GUCCI  (fitting modell) (2016-2019)
- Book Moda – Madame X (címlap) (2016)
- Terranova (2016)
- Re(d)volition – Tassili Calatroni (2016)
- Paolo Casalini (campaign) (2016)
- Luisa via Roma – Gucci (2016)
- GUCCI Cruise Show[4] (exclusive modell) (2017)
- IO DONNA it – Matthias Patin (2017)
- Max n Co (2017)
- Lurve Magazine Issue 11 – Marco Cella  (2017)
- Forbes 30 under 30[5] (2017)
- Vogue Arabia – The White Canvas[6] (2017)
- Beauty Archive (címlap) (2017)
- L'Officiel Indonesia – I deeply belong to myself[7] (2017)
- CAKO (campaign) (2017)
- Vogue Italia – Solh[8] (2018)
- Maxima Magazin Aus (2018)
- Maison Kitsune (campaign) (2018)
- Malene Oddershede Bach (campaign) (2018)
- Glamour Hungary – Zoltán Mihály (2018)
- Creators Magazine – Ride your way (2021)
- Printa F/W (campaign) (2022)
- Zanzibar – Nem vagyok tökéletes/20 (2022)
- Azahriah – Sam Martin – StadiumX: Heaven (driver) (2023)

Kifutós munkásság:
- Luisa Beccaria S/S16 (2015)
- Cividini S/S16 (2015)
- Uma Wang S/S16 (2015)
- Angelo Marani S/S16 (2015)
- Alberto Zambelli S/S16 (2015)
- Vivetta S/S16 (2015)
- Blugirl F/W16 (2016)
- Simonetta Ravizza F/W16 (2016)
- Paula Cademartori F/W16 (2016)
- Erika Cavallini F/W16 (2016)
- Mila Schon F/W16 (2016)
- Daizy Shely S/S17 (2016)
- Uma Wang  S/S17 (2016)
- Aigner S/S17 (2016)
- Angelo Marani S/S17 (2016)
- Maurizio Pecoraro S/S17 (2016)
- Lucio Vanotti S/S17 (2016)
- AujourLejour S/S17 (2016)
- Marie Claire Fashion days (2016)
- Rocco Barocco F/W17 (2017)
- Mark Fast F/W17 (2017)
- LCFMA17 F/W17 (2017)
- AwakeUk F/W17 (2017)
- Stella Jean F/W17 (2017)
- Anna Kiki F/W17 (2017)
- Anteprima F/W17 (2017)
- Simonetta Ravizza F/W17 (2017)
- Rocco Barocco F/W17 (2017)
- Mila Schön F/W17 (2017)
- Vivetta S/S18 (2017)
- Angel Chen S/S18 (2017)
- Annakiki S/S18 (2017)
- Mila Cshön  S/S18 (2017)
- Calcaterra S/S18 (2017)
- Daalarna (2018)

## Filmes és televíziós szerepei
- Bereményi Géza, Gödrös Frigyes – A régi házban[9] (Kisági) (2013)
- FNL Network – Model Monday (műsorvezető) (2017) [10]
- Mintaapák (Laura) (2020)
- Szelfi Egyetem (Annabell) (2023)
- D*CKS (Nina Bedford) (post production) [11]

## Szinkronszerepek

### Sorozat szinkronszerepek
(Forrás: ISzDb)
- Warrior nun – Ava (2020-2022)
- Fiúkkal az élet – Allie (Fiúkkal az élet)
- Marvin Marvin – Teri Forman – Victory Van Tuyl
- Titkok és hazugságok (2015) – Natalie Crawford – Indiana Evans
- Loud house (2016-) – Cathrine Mulligan
- Te/You (2018) – Peach
- Kitz (2021) – Vanessa
- Lea 7 élete (2022) – Lea
- Warrior Nun (2022) – Ava
- Nova csalás az űrben (2022) – Adelaide
- High School Musical – The Musial, the series (2022) – Kourtney
- A rendkívüli (2023) – Jen
- Il Paradisio delle signore (2022) – Irene
- Blocco 181 (2023) – Bea
- Rise of the pink ladies (2023) Cinthya
- Puszi: Kitty (2023) – Yuri Han
- A saját utadon (2023) – Merve
- Daily Dose of sunshine (2023)

### Film szinkronszerepek
(Forrás: Magyarszinkron)
- Kék Bogár – Milagro
- See you on Venus – Mia
- A mumus – Bethany
- Agnes Joy – Agnes
- Jégtörő – Mira
- Pálmafák és cselszövés – Lea
- Behavazva – Julie
- A lármás család (a film) – Lucille
- A 203-as szoba – Kim White
- Kék lagúna: Ébredés – Stacey Robinson – Carrie Wampler
- Volt egyszer egy Vadnyugat (C'era una volta il West)  Maureen McBain –  Simonetta Santaniello
- Végzetes képzelgések (Images) (1972) – Susannah –  Cathryn Harrison
- Dan és a szerelem (Dan in Real Life) (2007) – Rachel –  Ella Miller
- Gettómilliomos (Slumdog Millionaire) (2008) – Latika nagyobb gyerekként –  Tanvi Ganesh Lonkar
- I.e. 10 000 (10,000 BC) (2008) – Evolet fiatalon –  Grayson Hunt Urwin
- Időlovagok (Minutemen) (2008) – Amy Fox –  Molly Jepson
- 1981 (1981) (2009) – Anne Tremblay –  Élizabeth Adam
- Csodakavics (Shorts) (2009) – Helvetica Black –  Jolie Vanier
- Görögbe fogadva (My Life in Ruins) (2009) – Caitlin –  Sophie Stuckey
- Az időutazó felesége (The Time Traveler's Wife) (2009) – Alba 9 és 10 évesen –  Hailey McCann
- Abel (Abel) (2010) – Selene –  Geraldine Alejandra
- Made in Hollywood (Somewhere) (2010) – Cleo –   Elle Fanning
- Géppisztolyos prédikátor (Machine Gun Preacher) (2011) – Paige –   Madeline Carroll
- Az igazi kaland (We Bought a Zoo) (2011) – Lily Miska –   Elle Fanning
- A leleményes Hugo (Hugo) (2011) –  Isabelle –   Chloë Grace Moretz
- Rossz tanár (Bad Teacher) (2011)
- Egy ropi naplója: Kutya egy idő (Diary of a Wimpy Kid: Dog Days) (2012) – r.: David Bowers
- Kék lagúna: Ébredés (Blue Lagoon: The Awakening) (2012) – r.: Mikael Salomon
- Az öt legenda (Rise of the Guardians) (2012) –  Cuki (hangja) –  Dominique Grund
- Bostoni tornádók (Stonados) (2013) – r.: Julie –  Grace Vukovic
- Különc kalandorok (Standing Up) (2013) – Leigh Ann –  Sullivan Graci Hamilton
- A Murphy átok (Jinxed) (2013) – Violet Maws –  Jessa Danielson
- A sötétség után (After the Dark) (2013) – Utami –  Cinta Laura Kiehl
- Éjféli nap (Midnight Sun) (2014) – Abbie –  Kendra Leigh Timmins
- Emlékek őrzői (Les héritiers) (2014) –  Camélia –  Alicia Dadoun
- Az ifjúság végrendelete (Testament of Youth) (2014) – Clare Leighton –  Daisy Waterstone
- Kamu vámpír (Liar, Liar, Vampire) (2015) – Bethany –  Larissa Albuquerque
- Poltergeist – Kopogó szellem (Poltergeist) – Kendra Bowen –  Saxon Sharbino
- Hacsak (Unless) (2016) – Natalie –  Abigail Winter-Culliford
- Zootropolis – Állati nagy balhé (Zootopia) (2016)

Rádiójáték
- Időfutár – Tekla (2013)